# Skrzypce (skała)

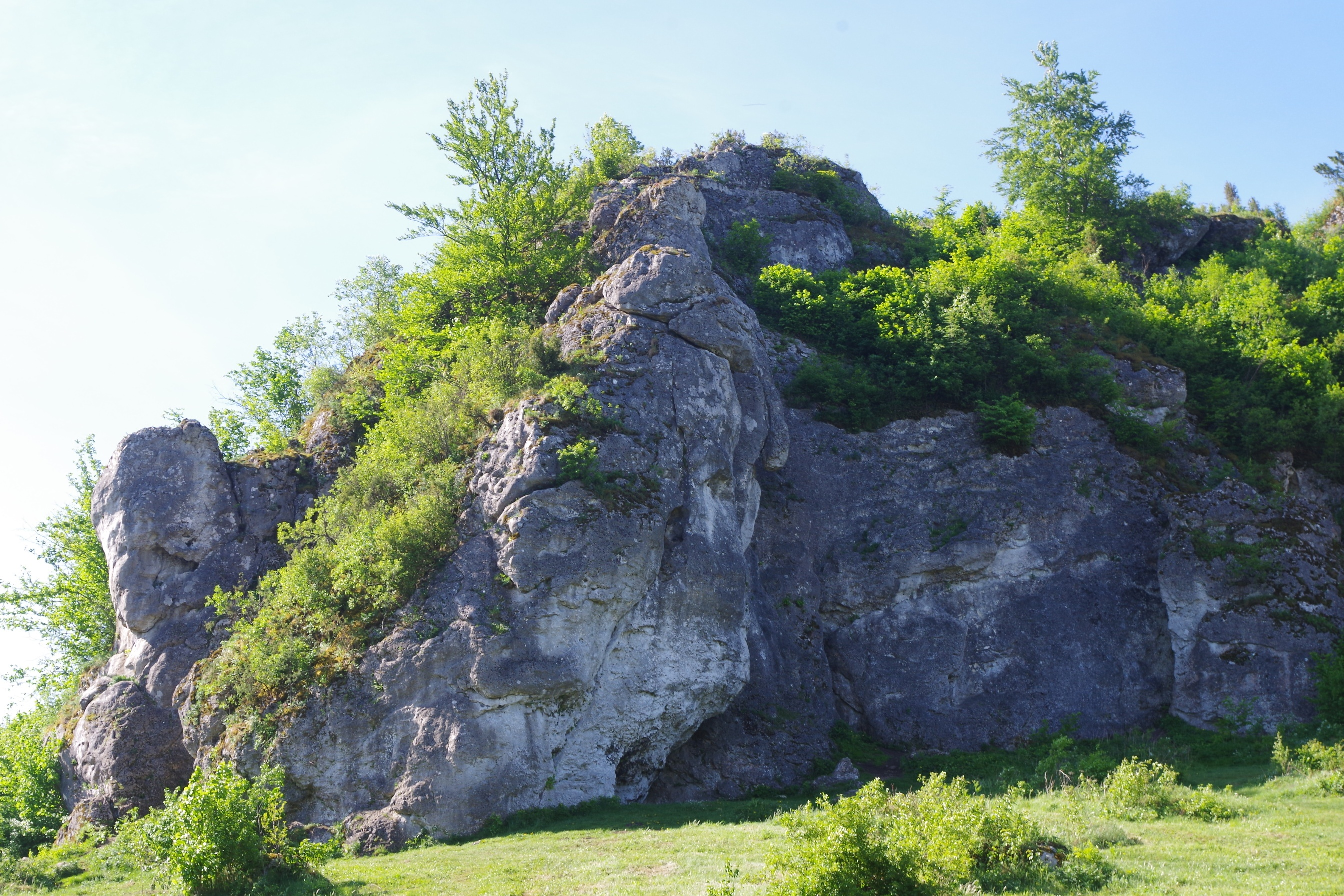
Skrzypce

Skrzypce – skała na Wyżynie Częstochowskiej w miejscowości Mirów, w gminie Niegowa, w powiecie myszkowskim, województwie śląskim. Jest jedną z Mirowskich Skał. Znajduje się w grupie razem ze Skałą z Grotą i skałą Klawiatura.
Zbudowana z wapieni skała ma wysokość 8–18 m i znajduje się na terenie otwartym. Jest połoga, ma pionową ścianę, komin i filar. Płaski wierzchołek porasta krzaczasta roślinność kserotermiczna. Ściany wspinaczkowe o wystawie zachodniej. Wspinacze poprowadzili na niej 17 dróg wspinaczkowych o trudności IV – VI.5+ w skali Kurtyki.

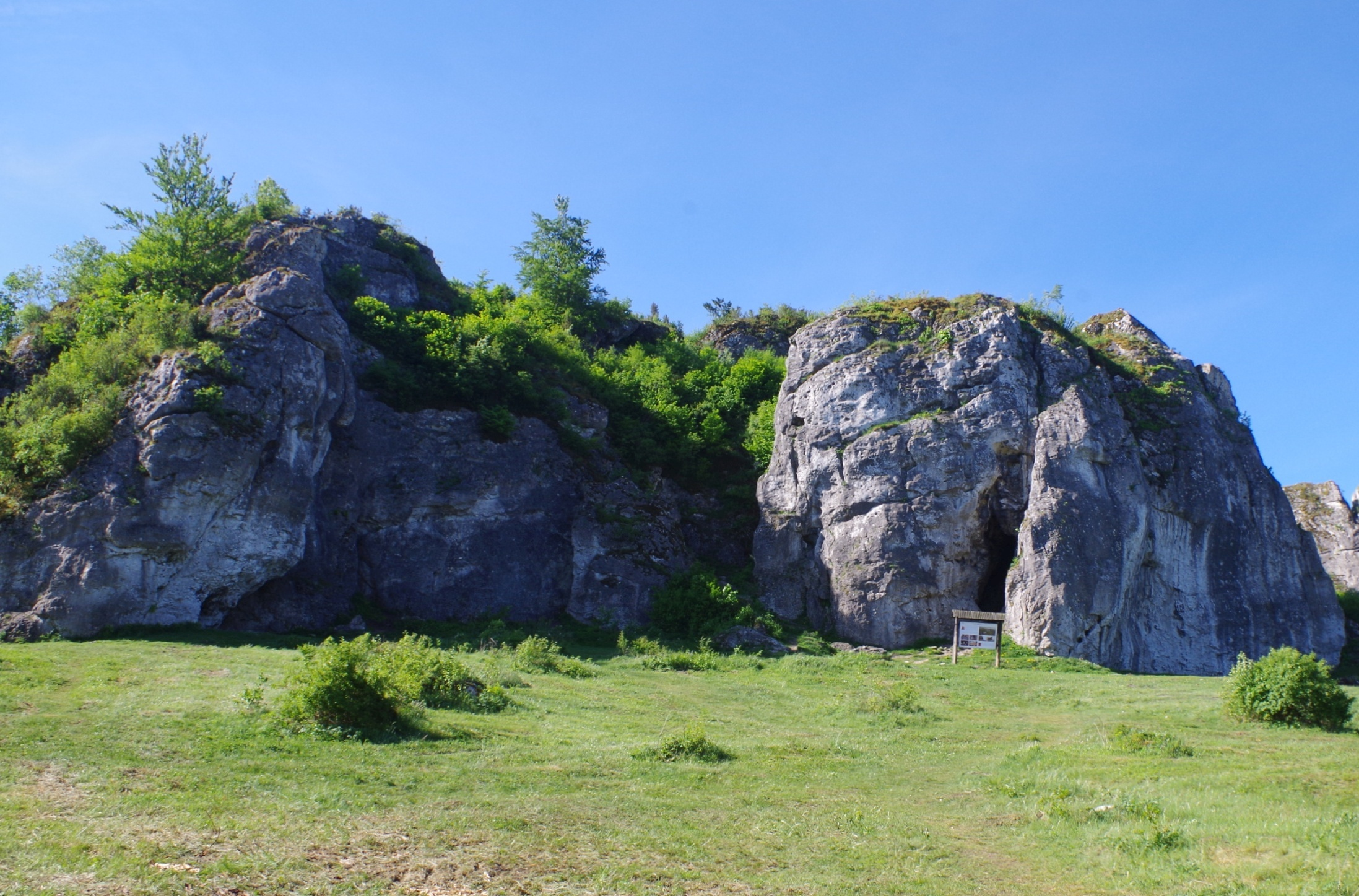
Skrzypce i Skała z Grotą